# Cosimo Zappelli
Cosimo Zappelli (Viareggio, 23 febbraio 1934 – Pic Gamba, 8 settembre 1990) è stato un alpinista italiano.

## Biografia
Infermiere diplomato, ha esercitato le professioni di Guida alpina e di Maestro di sci. Divulgatore, fotografo e collaboratore di diverse case editrici è scomparso nel 1990 sul Pic Gamba nel massiccio del Monte Bianco.
Le imprese in montagna di Zappelli iniziano con scalate nel gruppo del Monte Bianco in coppia con Walter Bonatti. Ha partecipato a spedizioni extraeuropee in Iran sui monti Zagros, in Africa sul Kilimanjaro, Ruwenzori ed Hoggar, nell'ex URSS sui monti del Caucaso oltre che sulle Ande.

## Organizzazioni
Cosimo Zappelli è stato membro di diverse organizzazioni quali:
- Groupe Haute Montagne (G.H.M.) francese
- Corpo Nazionale di Soccorso Alpino
- Gruppo Italiano Scrittori di Montagna (G.I.S.M.) dal 1978

## Pubblicazioni
- Guida ai rifugi e bivacchi in Valle d'Aosta, edizioni Musumeci, 1979. ISBN 88-7032-009-X
- Rifugi e bivacchi in Valle d'Aosta (aggiornato da Pietro Giglio), Musumeci editore, 1991. EAN 9788870323665

| Controllo di autorità | VIAF (EN) 164207132 · ISNI (EN) 0000 0001 1264 0134 · SBN CFIV070601 · GND (DE) 120153211 |